# Jana caesarea
Jana caesarea är en fjärilsart som beskrevs av Gustav Weymer 1909. Jana caesarea ingår i släktet Jana och familjen Eupterotidae. Inga underarter finns listade i Catalogue of Life.